# Stig Eriksson (filmvetare)
Stig Göran Eriksson, född 22 juni 1946 i Tärnaby, Västerbottens län, är en svensk filmvetare, provkonstruktör och politisk aktivist, bosatt i Umeå.
Åren 1962–1967 gav Stig Eriksson, tillsammans med Christer Fahlström och bröderna Anders och Bertil Larsson, med oregelbundna mellanrum ut humortidskriften Grisbacka-Bladet, som tagit sitt namn efter stadsdelen i Umeå där de alla bodde. I december 1962 anordnade tidningen även en orkestertävling på Nya ungdomsgården, som året därpå följdes av Umeås första rockgala, i Läroverkets aula med lokala band som The Zettlers och The Cliftons.

## Högskoleprovet
Eriksson tog 1965 studentexamen vid Östra gymnasiet i Umeå, och började 1966 studera på det då nyetablerade Umeå universitet, bland annat sociologi, statistik och pedagogik, vilket i början av 1970-talet ledde till anställning vid pedagogiska institutionens enhet för provutveckling. Där involverades han i arbetet med att ta fram det som skulle bli högskoleprovet, framför allt delprovet LÄS (svensk läsförståelse), som han från 1979 kom att vara ansvarig för under mer än trettio år, från starten 1979 till sin pensionering 2013.

## Filmen
Efter studier i filmhistoria och filmvetenskap vid Umeå universitet åren 1969–1970 – tillsammans med bland andra dokumentärfilmarna Sune Jonsson och Richard Tegström – och några års frilansverksamhet som filmkritiker, startade Eriksson 1979 Filmstudio Röda rummet, och var tillsammans med biografmaskinisten Rune Forsgren dess drivande kraft fram till nedläggningen hösten 1989. Filmvisningarna ägde i huvudsak rum i en stor hörsal i Samhällsvetarhuset.
Stig Eriksson var också – tillsammans med filmvetaren Thom Palmen (Filmstudion i Umeå), filmaren Runar Enberg (Filmcentrum/Folkets Bio) och journalisten Anders Sjögren (Västerbottens-Kuriren) – en av initiativtagarna till Umeå Internationella Filmfestival och dess "general" från premiäråret 1986 till 1994, därefter programsättare. Den årliga festivalen lades ned 2007, men har sedan 2011 fått efterföljare i festivalerna MOVE och Umeå Europeiska Filmfestival (UEFF), där Eriksson fortsatt arbeta med programsättningen. 1993–2007 arbetade han också med programsättning för den ambulerande Hela Sveriges filmfestival.
För arbetet med Filmstudio Röda rummet belönades Stig Eriksson vid Guldbaggegalan 1988 med 1987 års PR-Tuppen, Filmpublicisternas pris till "en skicklig marknadsförare inom branschen" . Han har själv haft flera jury-uppdrag, bland annat för Red Cross Filmfestival i Varna, Bulgarien (1989), i den svenska guldbaggejuryn (1996–2000), och på Festival der neue Heimat Film i Freistadt, Österrike (1998 och 2015).
Stig Eriksson medverkade 1988 i SVT:s julkalender "Liv i luckan", där han pratade med ungdomar om ny film.

## Politiken
Stig Eriksson utvecklade tidigt ett intresse för "svart musik" som blues och rock, vilket fick honom att uppmärksamma rasismen i USA och den framväxande medborgarrättsrörelsen. För en student i Umeå vid det på 1960-talet "röda universitet" fanns det en uppsjö vänsteralternativ att välja bland. Eriksson anslöt sig 1970 till Socialdemokratiska studentförbundet, men när detta något år senare lades ned gick han med i det trotskistiska Revolutionära Marxisters Förbund, RMF (nuvarande Socialistiska partiet). 1973 flyttade han till Stockholm, där han de följande två åren engagerade sig – som skribent, redigerare och försäljare tillsammans med bland andra Johan Ehrenberg, som då var tryckare – i att göra om förbundets månadstidskrift Mullvaden till veckotidningen Internationalen.

### Demonstrationer mot kriget i Irak (2003)
När en USA-ledd koalition av västländer och arabstater våren 2003 hotade att anfalla Irak, under förevändning att diktatorn Saddam Hussein hade – och planerade att använda – massförstörelsevapen, tog Stig Eriksson initiativ till Umeåuppropet mot kriget i Irak. För att nå bred förankring tog Eriksson kontakt med bland andra Olof Kleberg, tidigare liberal chefredaktör för Västerbottens-Kuriren, författarna Sara Lidman och Elisabeth Rynell, förre landshövdingen (s) Georg Andersson, forskaren/riksdagsmannen (s) Sören Wibe, forskaren/kommunalpolitikern (c) Lars Weinehall, europaparlamentarikern (v) Jonas Sjöstedt och ett flertal andra personer från olika organisationer. En första demonstration den 15 februari samlade fler än 3 500 personer, och den andra, 22 mars 2003 – bara tre dagar efter krigsutbrottet och samtidigt med tusentals andra demonstrationer världen över – kom att bli den största i Umeås historia med drygt 4 000 deltagare.
Eriksson har därefter fortsatt engagera sig politiskt, bland annat genom att sammanställa nyhetsbrev om aktuella frågor som den arabiska våren, ekonomi, "peak oil" och klimatförändringar.

## Publikationer i urval
- Eriksson, Stig (1975). Den sociala bakgrundens inverkan på provresultat i några prestationsprov som vanligen har god prognosförmåga mot studier. Spånor från Spint, 99-1688718-7 ; 4. Umeå: Umeå universitet. Libris 1620459
- Eriksson, Stig; Fahlgren Martin (1982). Kina, vänstern, Vietnam & utrikespolitiken. Stockholm: Röda rummet. Libris 454642
- Henriksson Widar, Eriksson Stig, Jonsson Ingegerd, Stage Christina, Wedman Ingemar, Wester-Wedman Anita, red (1990). Textmängdens betydelse för prestationen på läs-provet. PM : pedagogiska mätningar, 1100-696X ; 41. Umeå: Pedagogiska institutionen, Umeå universitet. Libris 1232149
- Eriksson, Stig (2000). En översikt av forskningsrapporter om högskoleprovet 1969-2000. PM : pedagogiska mätningar, 1100-696X ; 163. Umeå: Enheten för pedagogiska mätningar, Umeå universitet. Libris 3190660